# Fiat 1300/1500
De Fiat 1300 en Fiat 1500 zijn personenauto's uit het middenklassesegment die van 1961 tot 1967 geproduceerd werden door de Italiaanse autofabrikant FIAT.

## Geschiedenis

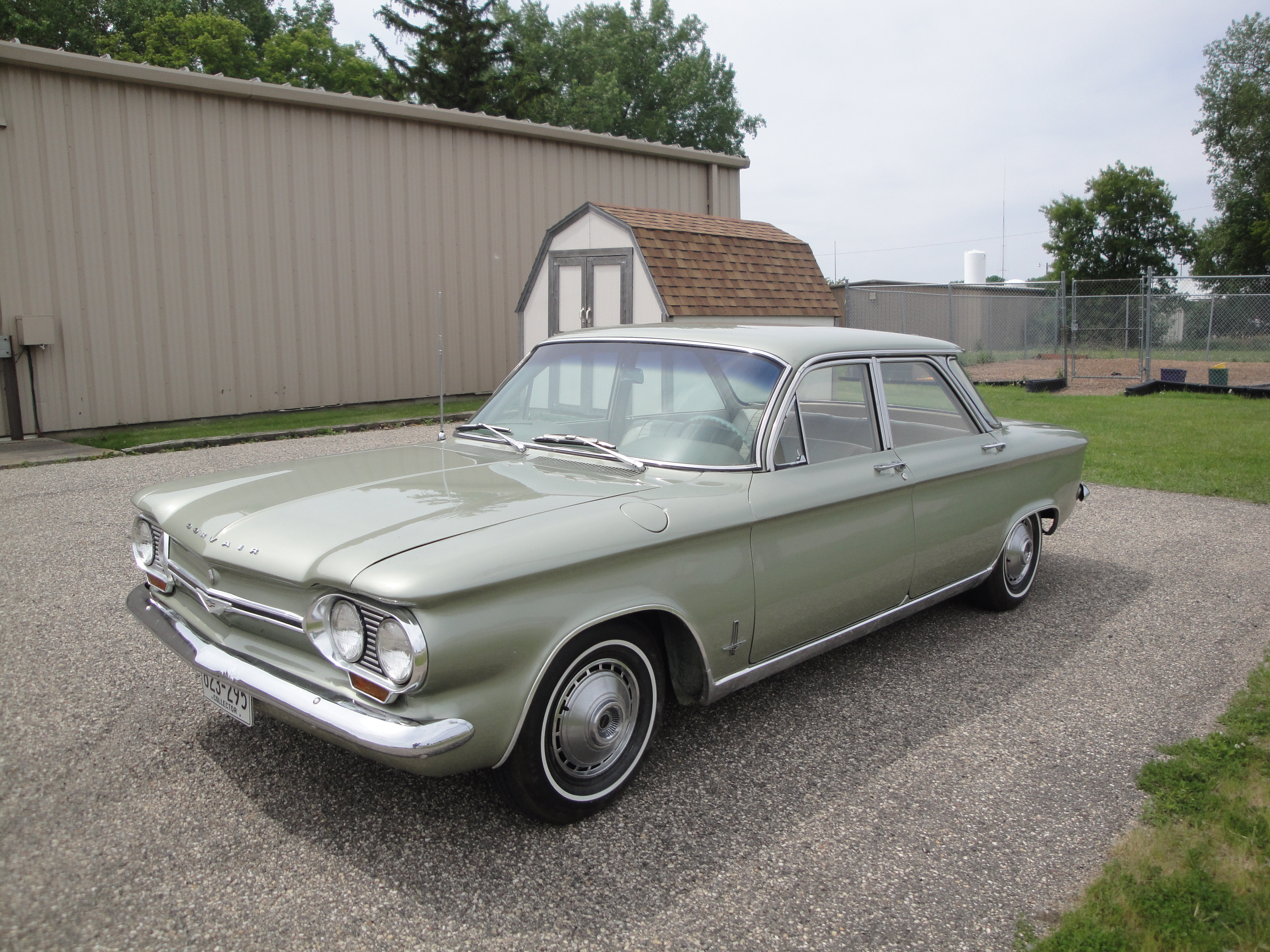
Chevrolet Corvair (1960-1964)

In 1961 presenteerde Fiat een nieuw model dat, net als de NSU Prinz 4 uit datzelfde jaar, geïnspireerd was op het originele ontwerp van de toenmalige Chevrolet Corvair.
De wagen positioneerde zich tussen de kleinere Fiat 1100 en de luxueuze zescilinder Fiat 1800/2100. Er werden twee versies geproduceerd: de Fiat 1300 en de Fiat 1500. Beide waren identiek op de cilinderinhoud na, zoals aangegeven door hun modelnamen. Ze werden aangeboden als sedan (Berlina) en stationwagen (Familiare). Vanaf 1963 was de 1500 ook verkrijgbaar als cabriolet en coupé.
In 1964 kreeg de 1500 een facelift: de 1500 C. De 1300 kreeg nooit een facelift.
In totaal zijn er van de 1300/1500-serie meer dan 600.000 exemplaren gebouwd. Daarvan hebben er slechts weinig de tand des tijds overleefd. In Nederland zouden er in 2015 nog een twintigtal exemplaren rondgereden hebben.

## 1300
De Fiat 1300 werd aangedreven door een viercilinder lijnmotor van 1.295 cc met een vermogen van 45 kW (61 pk), goed voor een topsnelheid van 140 km/u. Het vermogen werd overgebracht naar de achteras via een manuele versnellingsbak met vier versnellingen. De versnellingspook werd op de stuurkolom geplaatst, wat gebruikelijk was in die tijd. Er was ook een optionele "Saxomat" hydraulisch bediende koppeling beschikbaar. Wat destijds opmerkelijk was, waren de schijfremmen vooraan met een remkracht die geen enkele vergelijkbare auto bood.
In 1966 werd de productie van de 1300 stopgezet en werd de wagen opgevolgd door de Fiat 124.

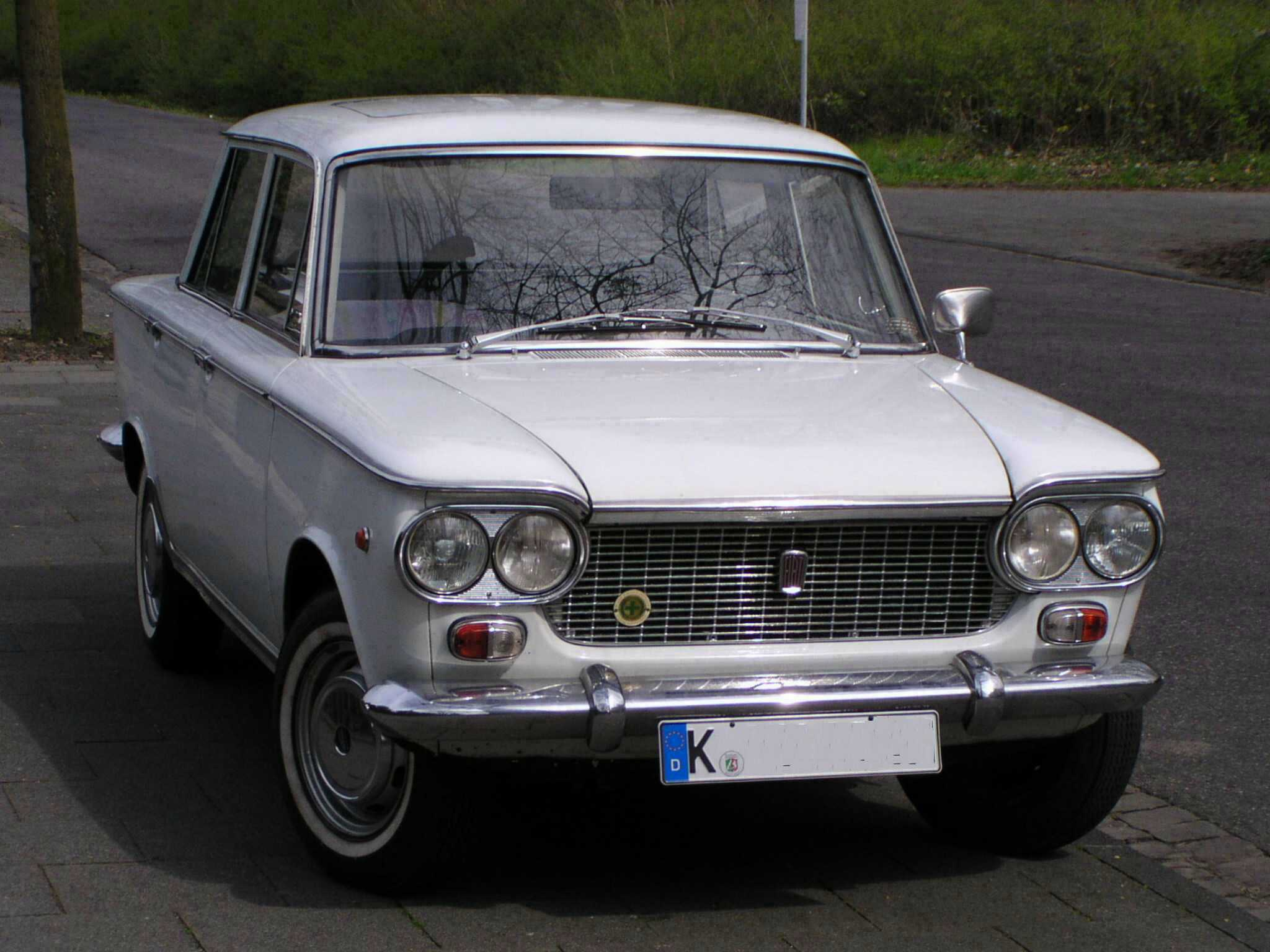
Fiat 1300 (1961-1966)
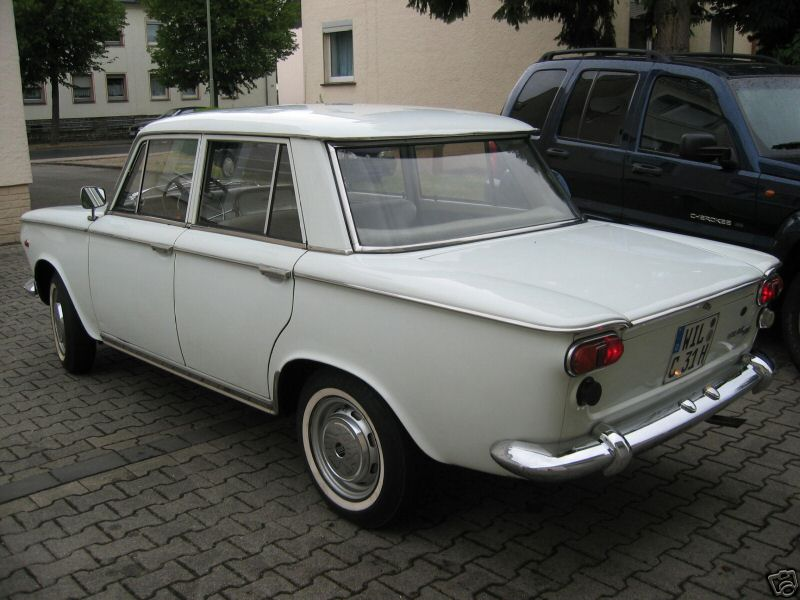
Fiat 1300, achteraanzicht
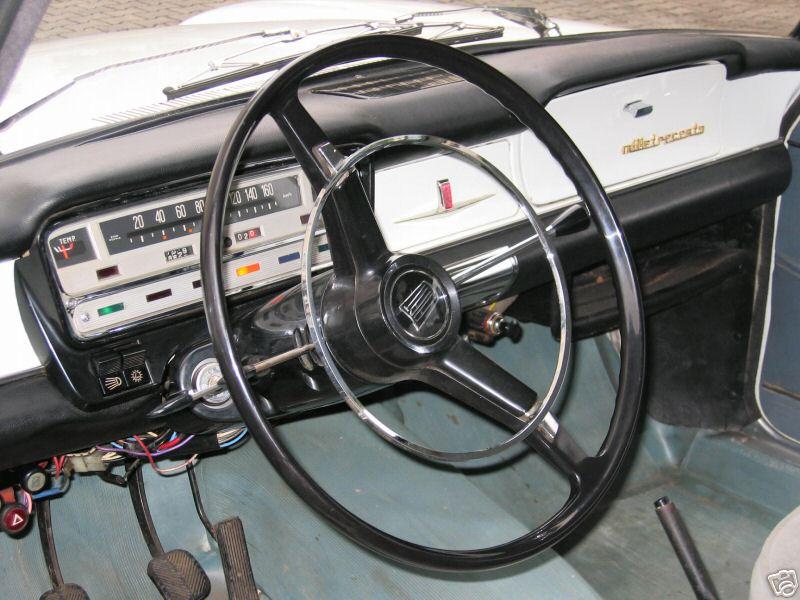
Fiat 1300, interieur
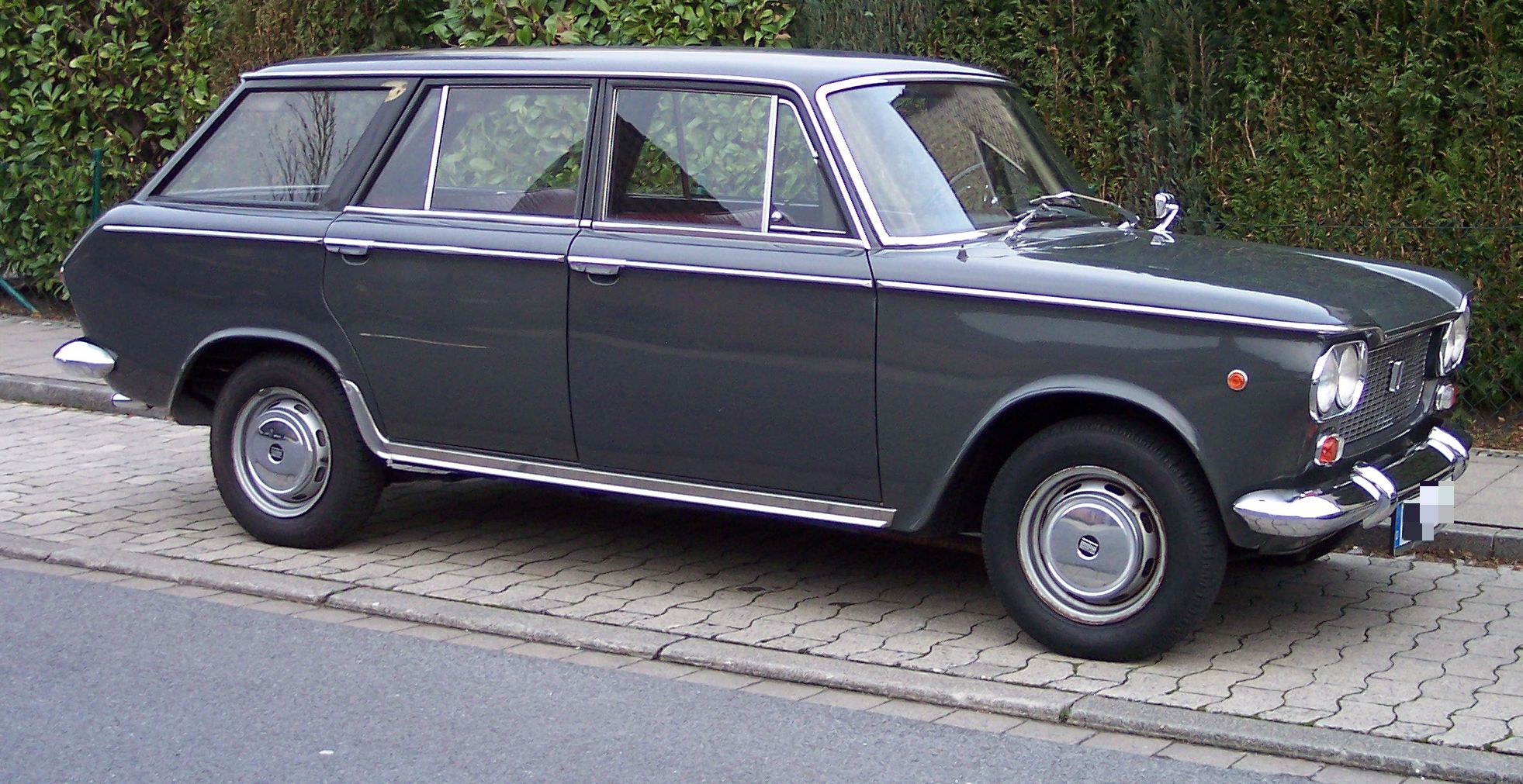
Fiat 1300 Familiare (1961–1966)

## 1500
De Fiat 1500 werd aangedreven door een viercilinder lijnmotor van 1.481 cc met een vermogen van 49 kW (67 pk) en had een topsnelheid van 150 km/u.
In 1964 kreeg de 1500 een facelift, deze versie kreeg de aanduiding 1500 C. De wielbasis werd verlengd van 2.425 mm tot 2.505 mm en het motorvermogen werd verhoogd naar 75 pk. Verder waren er nog enkele andere verbeteringen, waaronder rembekrachtiging en grotere achterlichten met ingebouwde achteruitrijlichten.
De door Pininfarina ontworpen coupé- en cabrioletmodellen van de voorgaande 1200 werden grotendeels ongewijzigd overgenomen en uitgerust met de grotere 1,5-liter motor. Alle coupés en cabrio's werden in 1966 vervangen door de nieuwe 124 coupé en spider.
In 1967 werd de 1500 C uit productie genomen en vervangen door de Fiat 125. Deze laatste erfde de vloerplaat, de bladvering achteraan en de besturing van zijn voorganger.

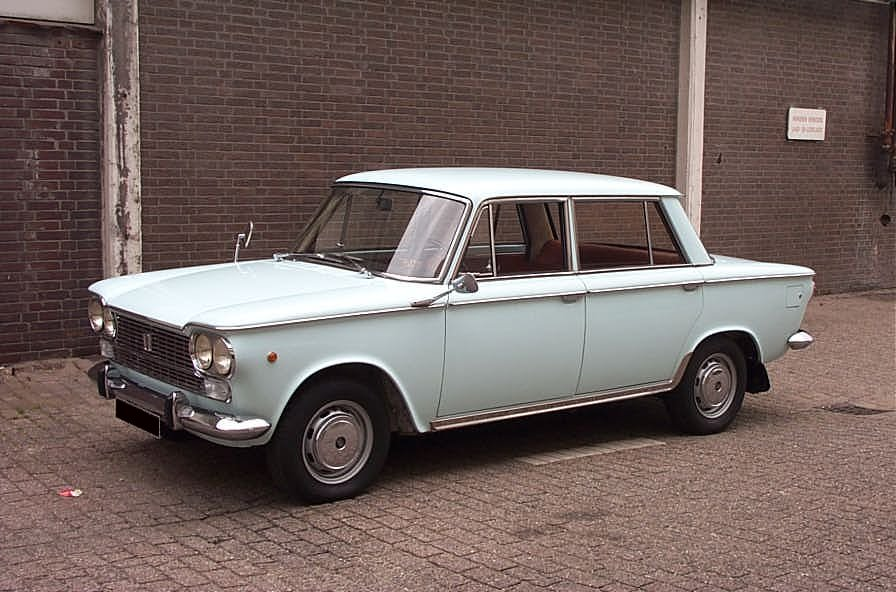
Fiat 1500 C
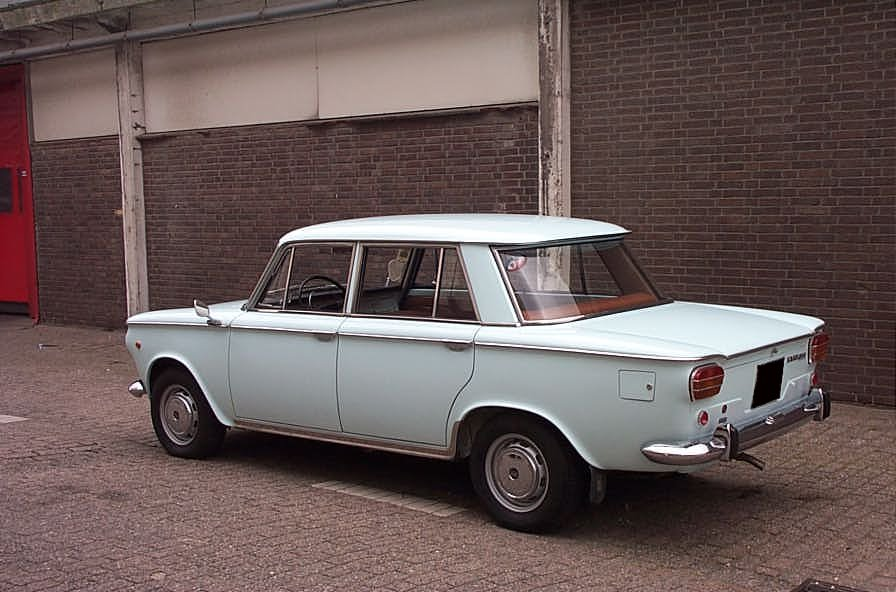
Fiat 1500 C, achteraanzicht
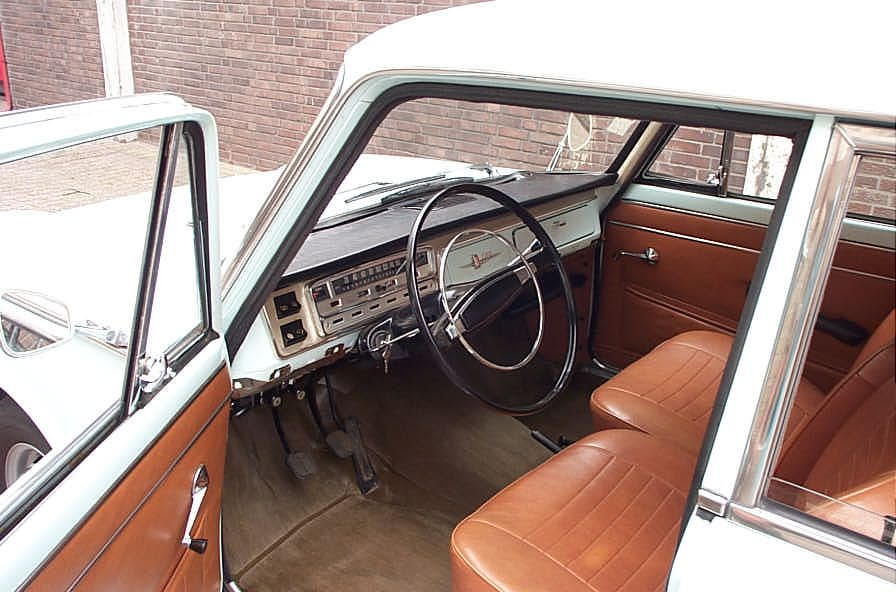
Fiat 1500 C, interieur
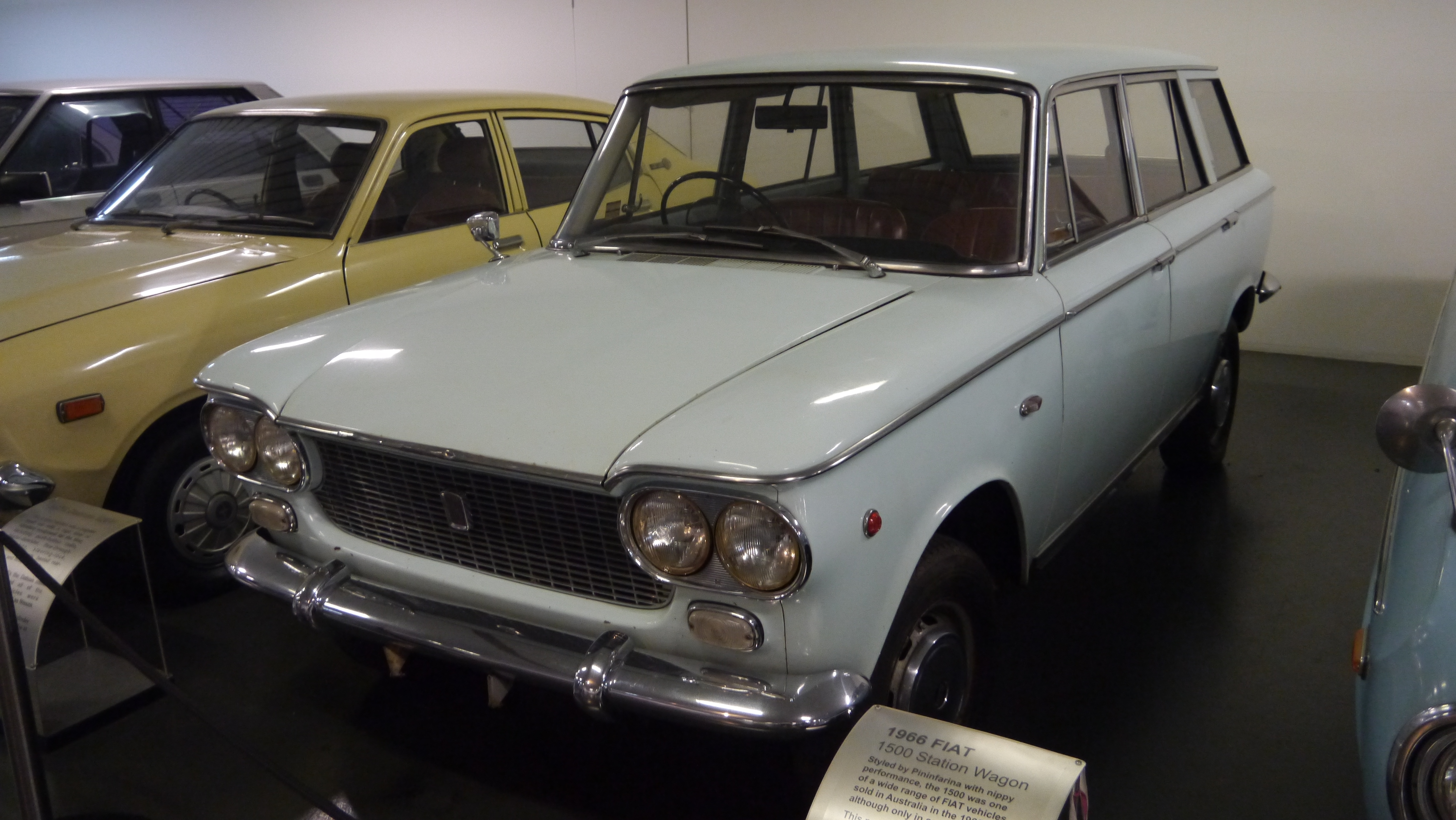
Fiat 1500 Familiare
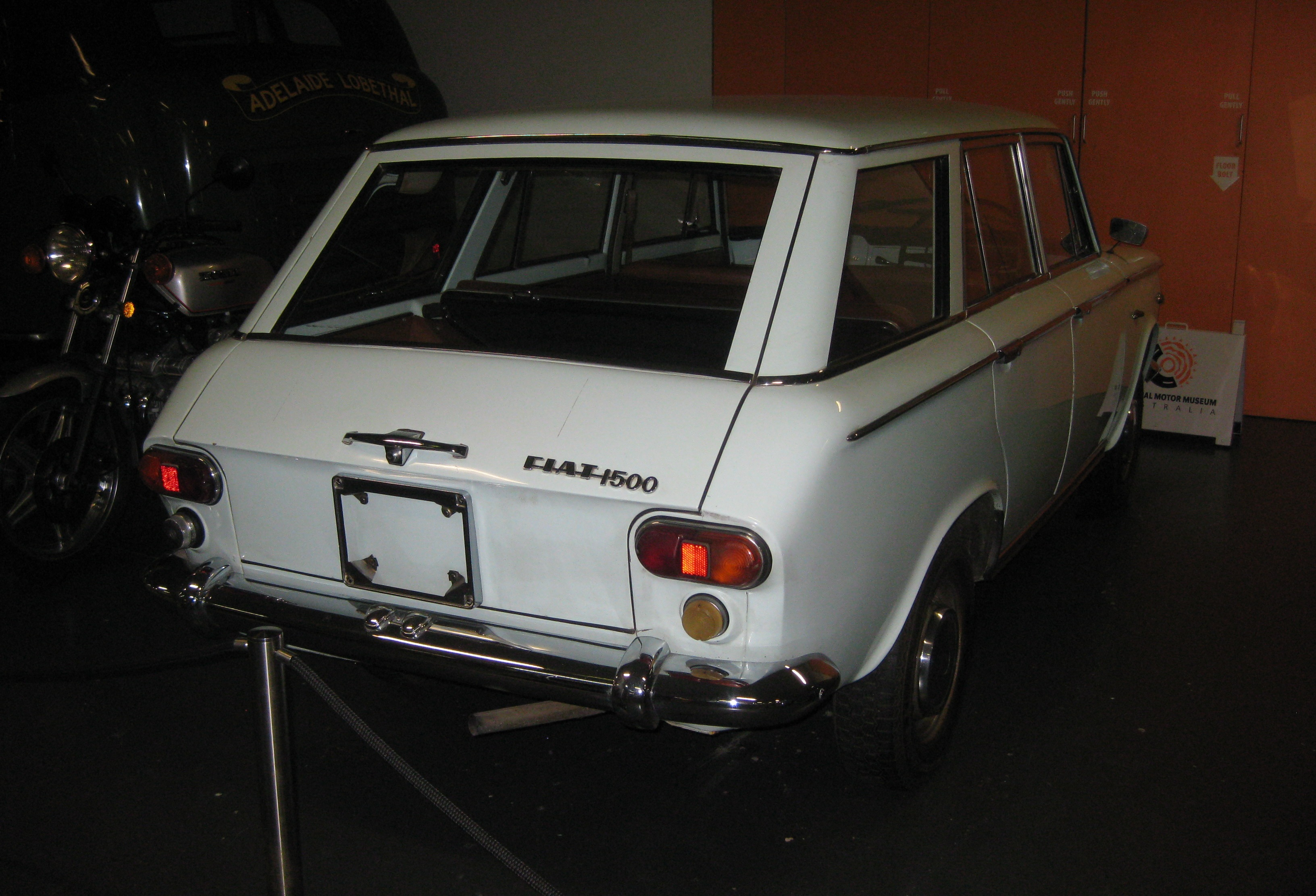
Fiat 1500 Familiare, achteraanzicht
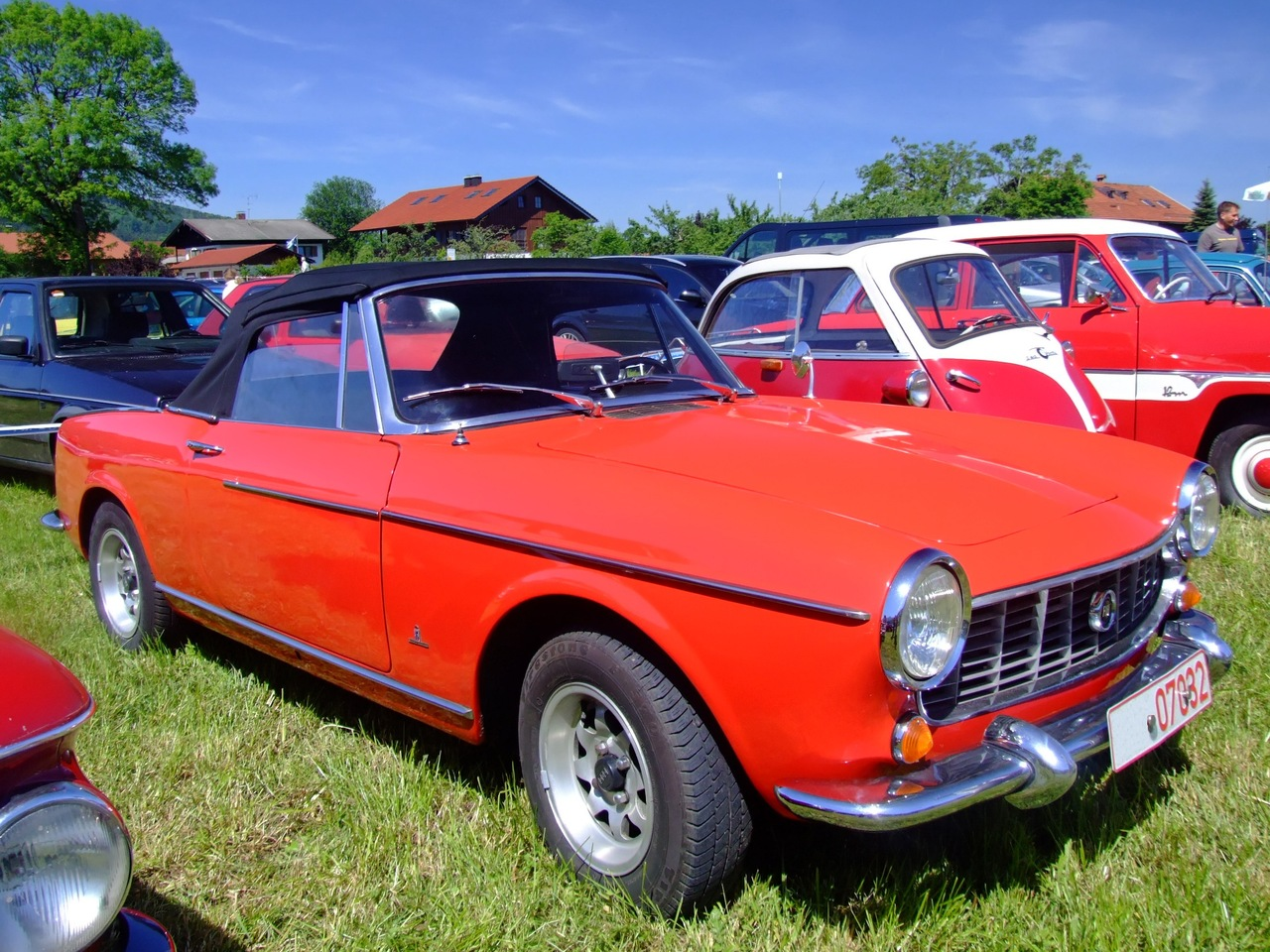
Fiat 1500 Cabriolet
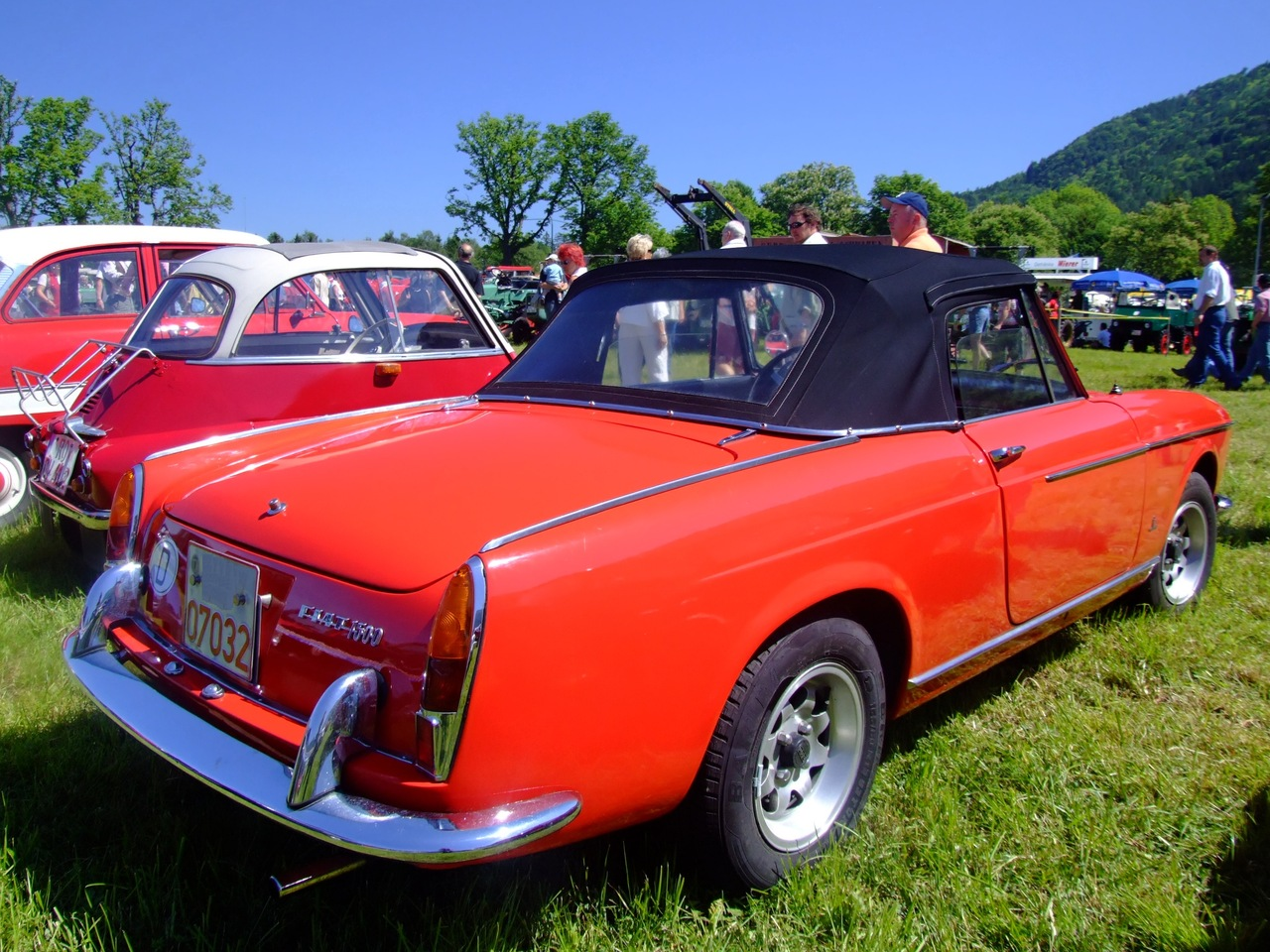
Fiat 1500 Cabriolet, achteraanzicht
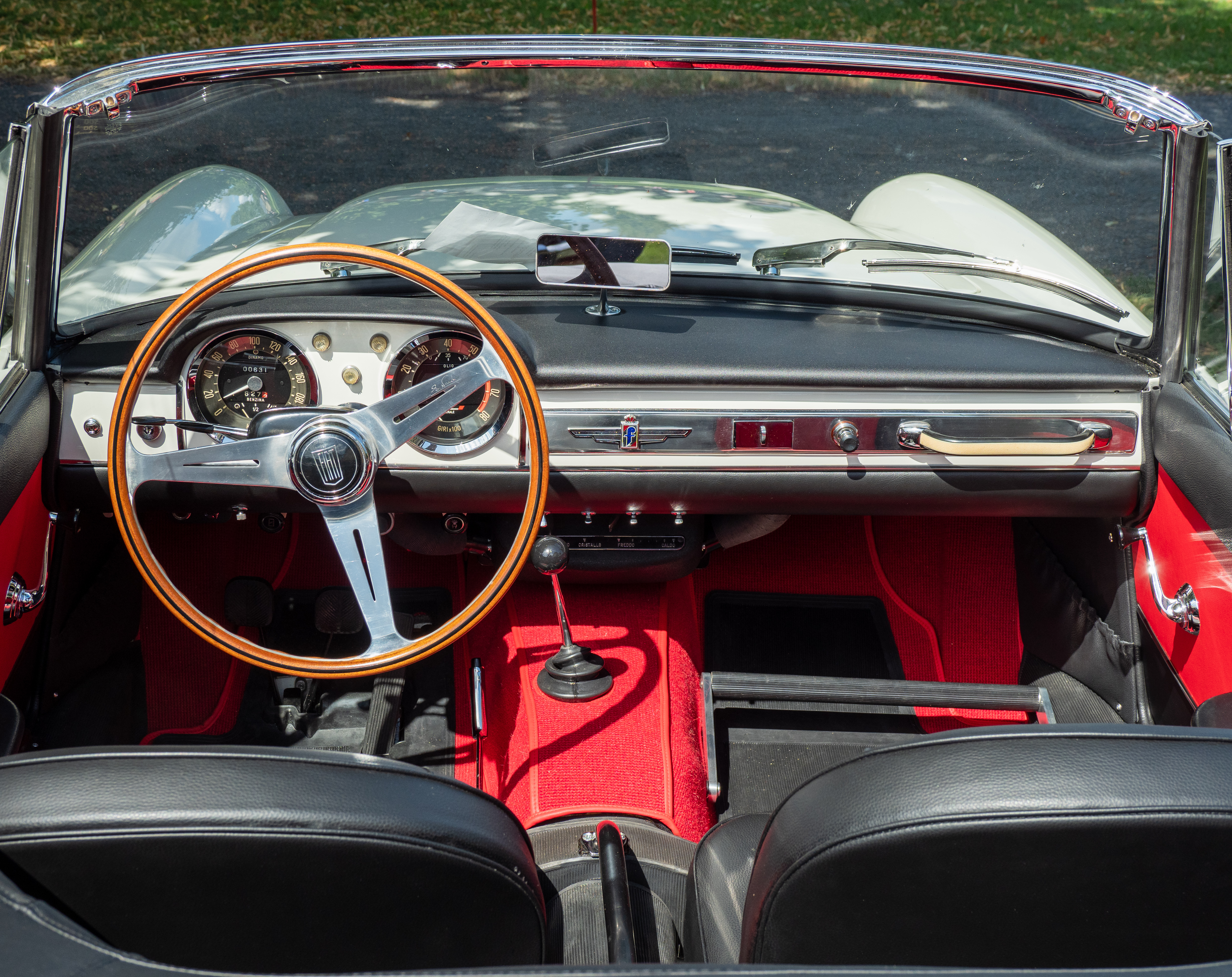
Fiat 1500 Cabriolet, interieur
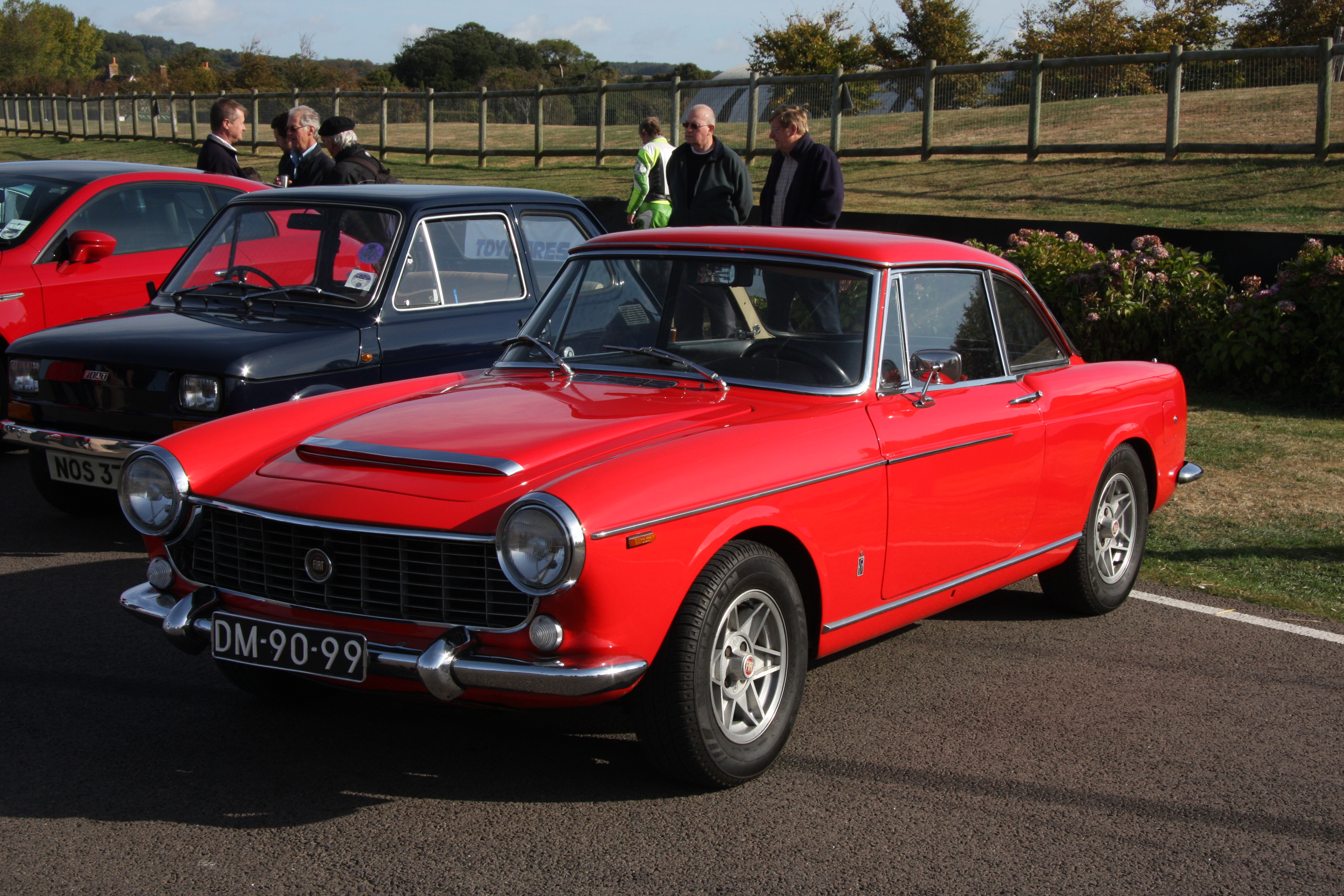
Fiat 1500 Coupé
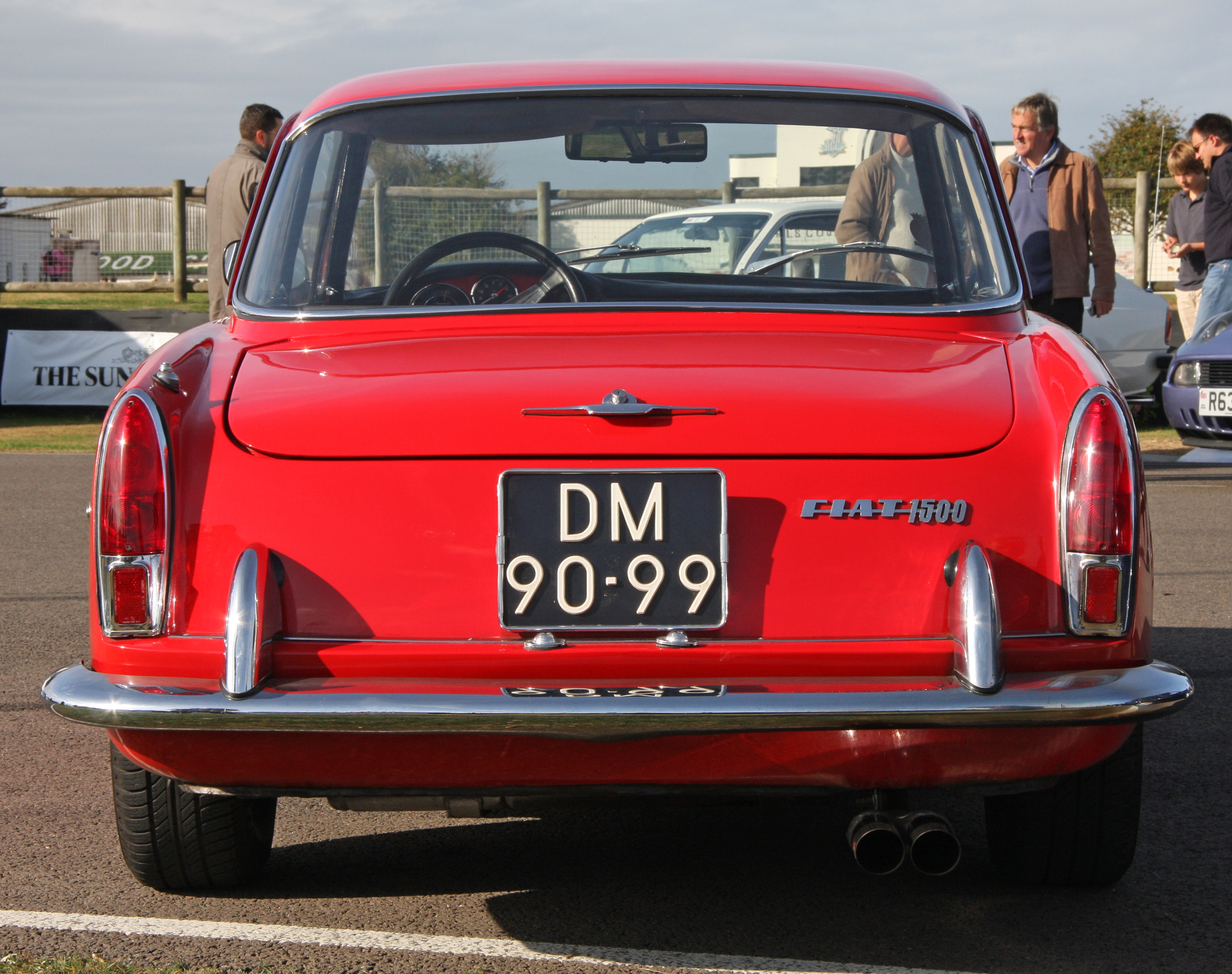
Fiat 1500 Coupé, achteraanzicht

## 1500 L

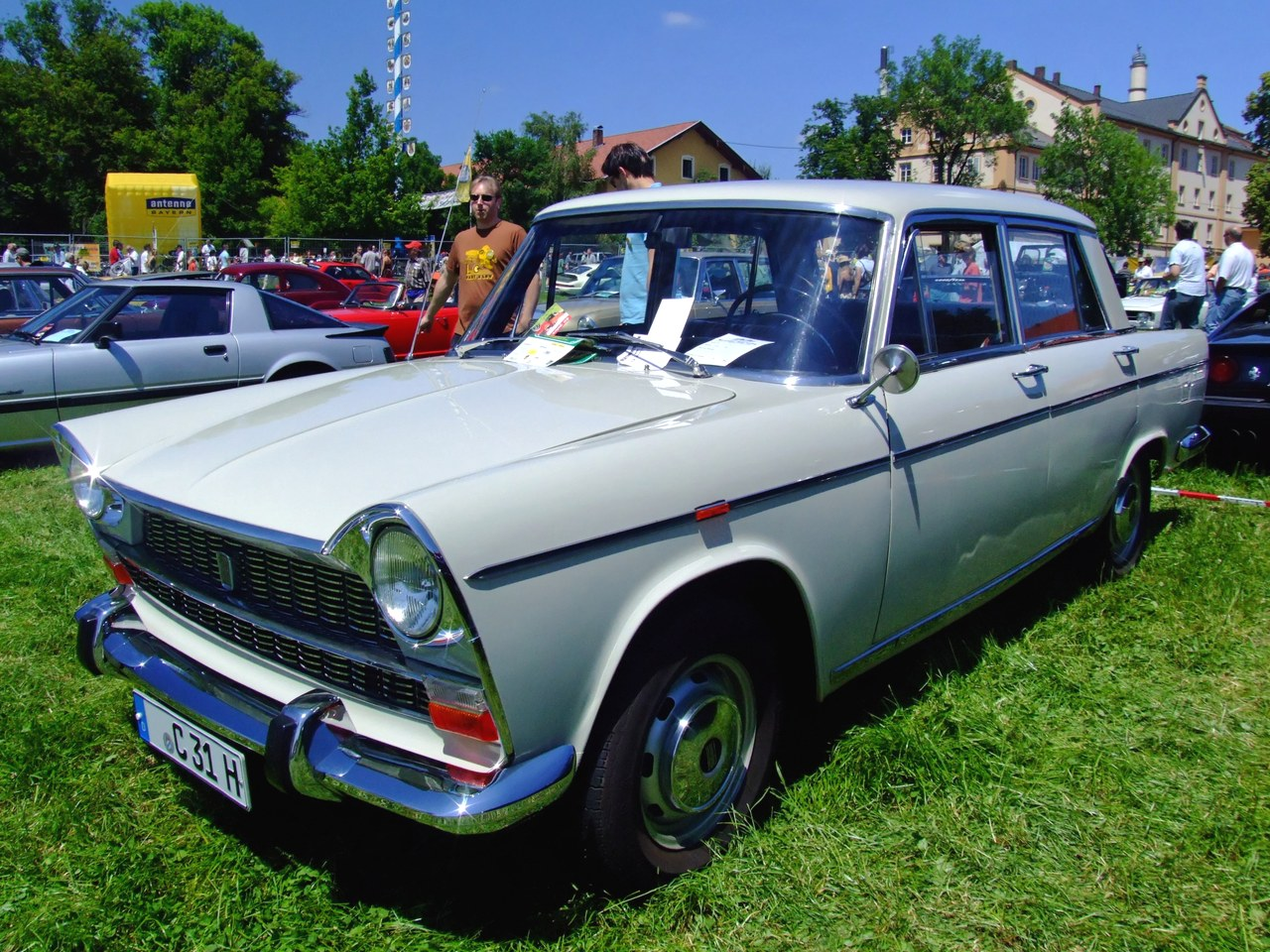
Fiat 1500 L

In 1963 werd er een goedkopere versie van de Fiat 1800 op de markt gebracht die uitgerust was met de viercilindermotor van de Fiat 1500. Om het verschil met de 1300/1500 duidelijk te maken kreeg dit model de aanduiding 1500 L (Lunga, wat Italiaans is voor "lang"). De motor van 1.481 cc leverde aanvankelijk 54 kW (72 pk), het vermogen werd in 1964 verhoogd tot 56 kW (75 pk).
Er werd ook een versie met slechts 60 pk aangeboden, specifiek gericht op taxichauffeurs. Dit bleek populair in Zuid-Europa omdat de motor met lager vermogen toeliet om klanten op een comfortable manier te vervoeren in stadsverkeer zonder al te veel brandstof te verbruiken.

## Andere constructeurs
De Fiat 1500 L werd ook geproduceerd door SEAT in Spanje. Aangezien SEAT geen equivalent van de Fiat 1500 in zijn aanbod had, kreeg de wagen simpelweg de naam SEAT 1500.
De Italiaanse autofabrikant Siata produceerde de Siata 1500 TS. Deze wagen had enkele unieke stylingdetails die hem onderscheidden van de reguliere Fiat 1500 sedan, waaronder tweekleurige lak. Daarnaast was de motor zodanig afgesteld dat hij 70 kW (94 pk) leverde. Bovendien bood Siata ook een 1500 TS Coupé aan, met een carrosserie ontworpen door Giovanni Michelotti. In tegenstelling tot de reguliere Fiat 1300/1500 werden de 1500 TS sedan en coupé ook gebouwd bij Neckar Automobil AG, de Duitse dochteronderneming van Fiat voorheen bekend als NSU-Fiat.
Zastava produceerde in Joegoslavië onder licentie de Zastava 1300 en de Zastava 1500. Toen Fiat in 1967 met de productie stopte ging Zastava zelf door met het bouwen van de 1300. In de jaren zeventig bracht Zastava de DeLuxe en 1300E-versies op de markt die voorzien waren van een betere uitrusting, waaronder schijfremmen rondom en een motorvermogen tot 72 pk, goed voor een topsnelheid van 155 km/u. De productie eindigde in 1979.
In Argentinië produceerde Fiat Concord een versie van de 1500 voor de Zuid-Amerikaanse markt. De wagen was er beschikbaar als sedan (Berlina), stationwagen (Familiare) en pick-up (Multicarga). Daarnaast werd er in Argentinië ook een coupéversie gebouwd met een carrosserie van Vignale. Deze coupés zijn zeer zeldzaam in Europa. De Vignale-coupé vormde de basis voor de latere Fiat 1600 Sport, een fastback-coupé en uiteindelijk de 125 Sport die alleen in Argentinië verkrijgbaar was.
FSO produceerde in Polen van 1967 tot 1991 de Polski Fiat 125p. Dit was een vereenvoudigde versie van de Fiat 125, met de motoren en de techniek van de Fiat 1300/1500.

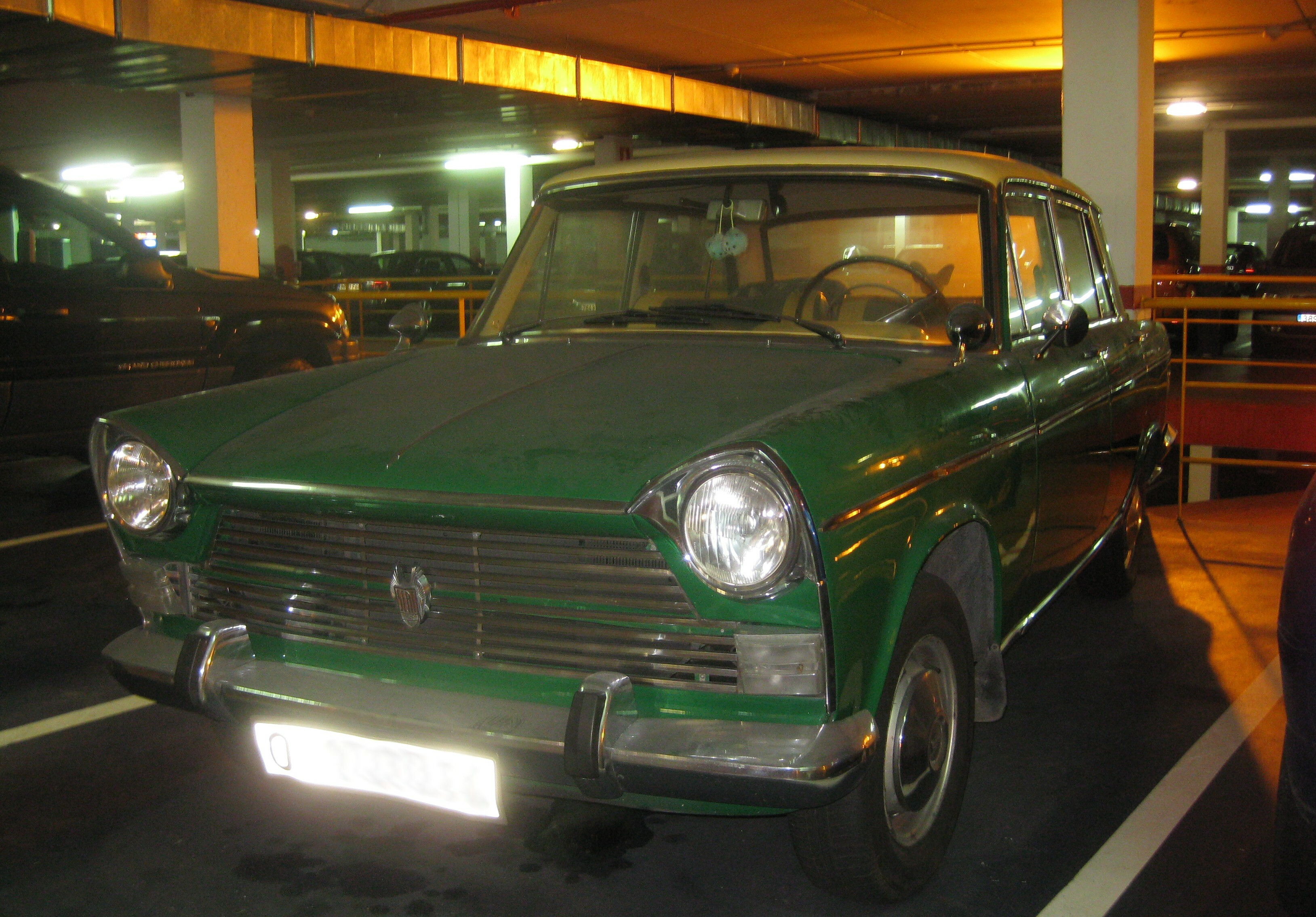
SEAT 1500 (1968)
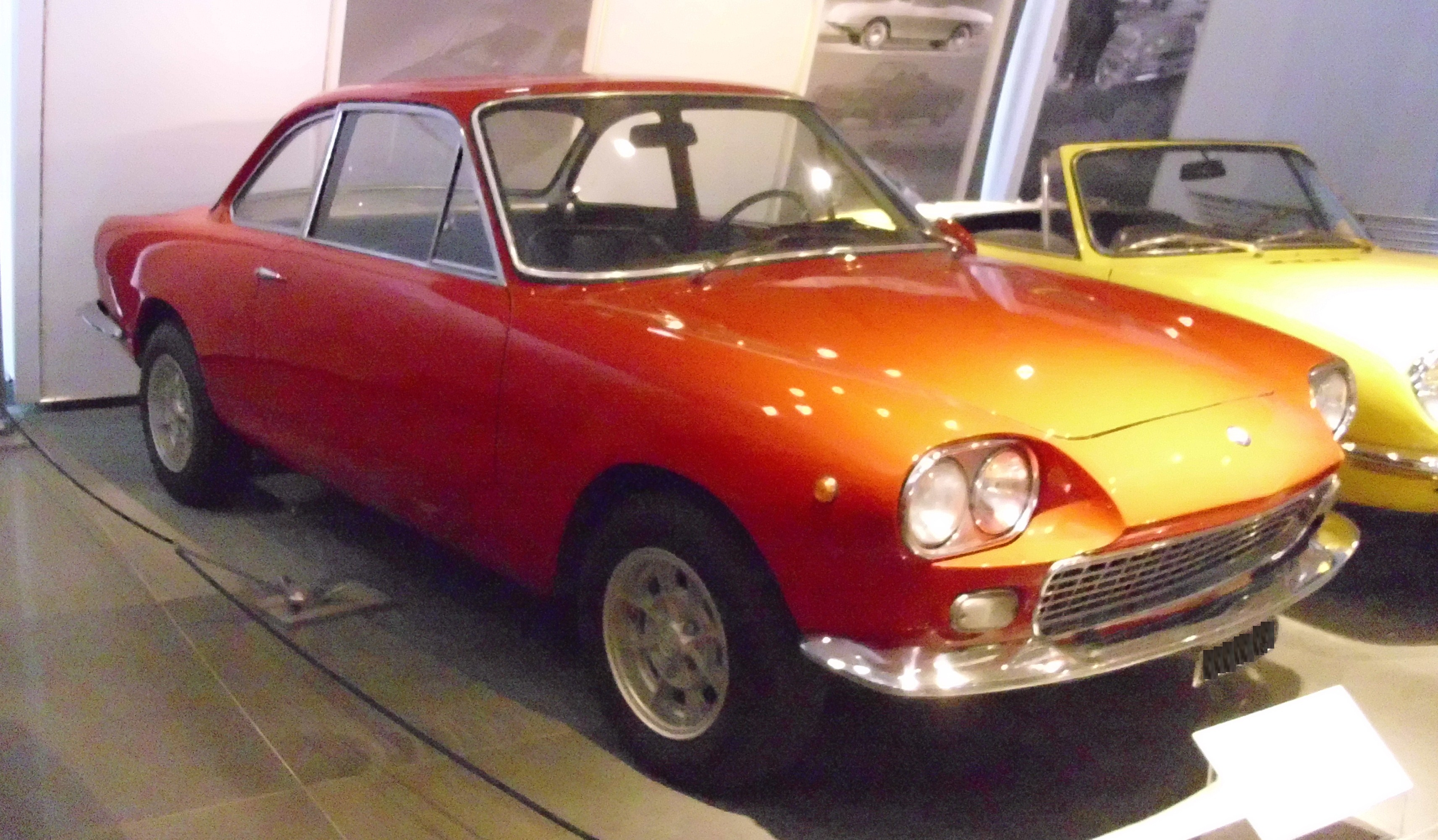
Siata 1500 TS Coupé (1963)
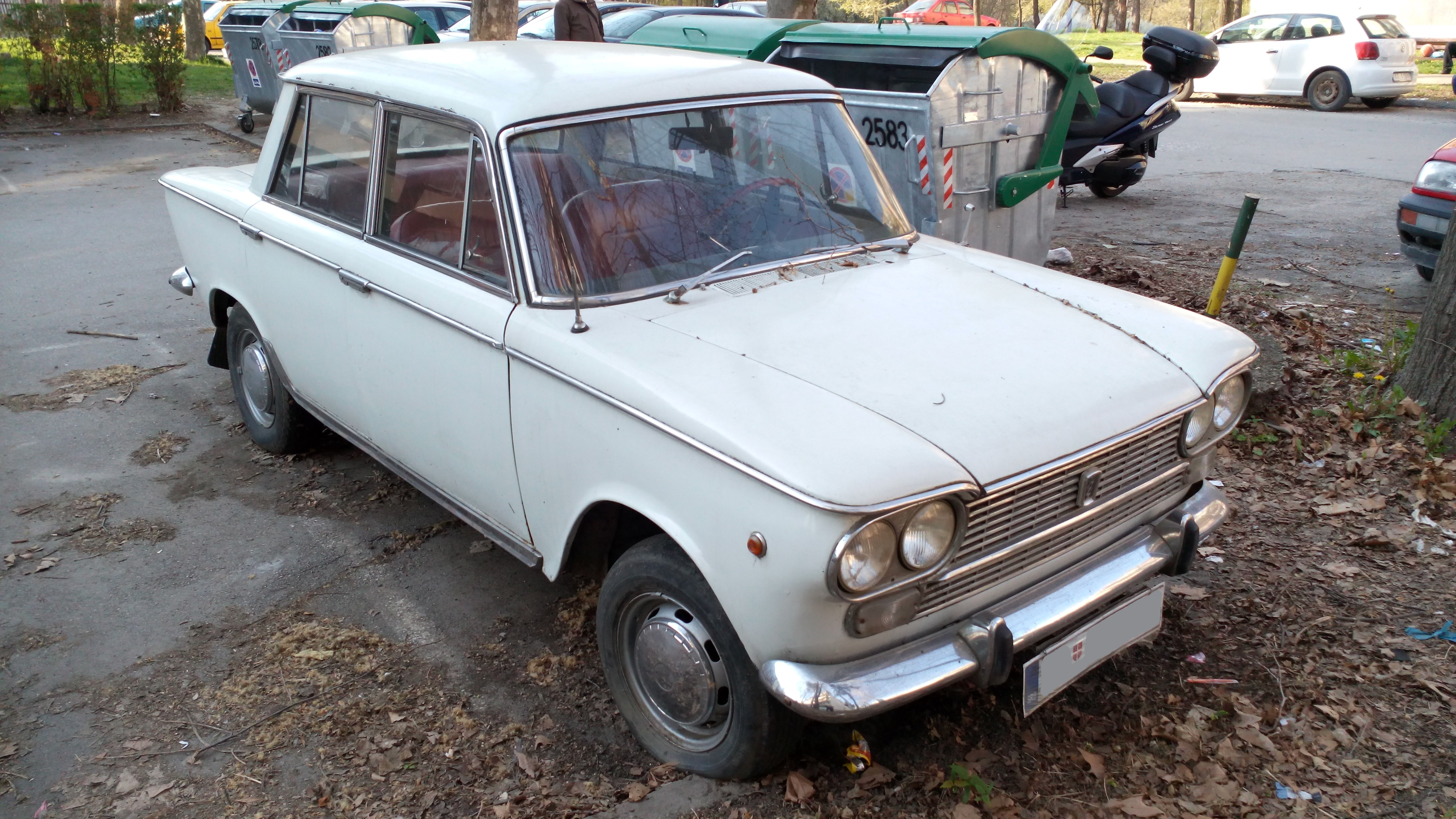
Zastava 1300
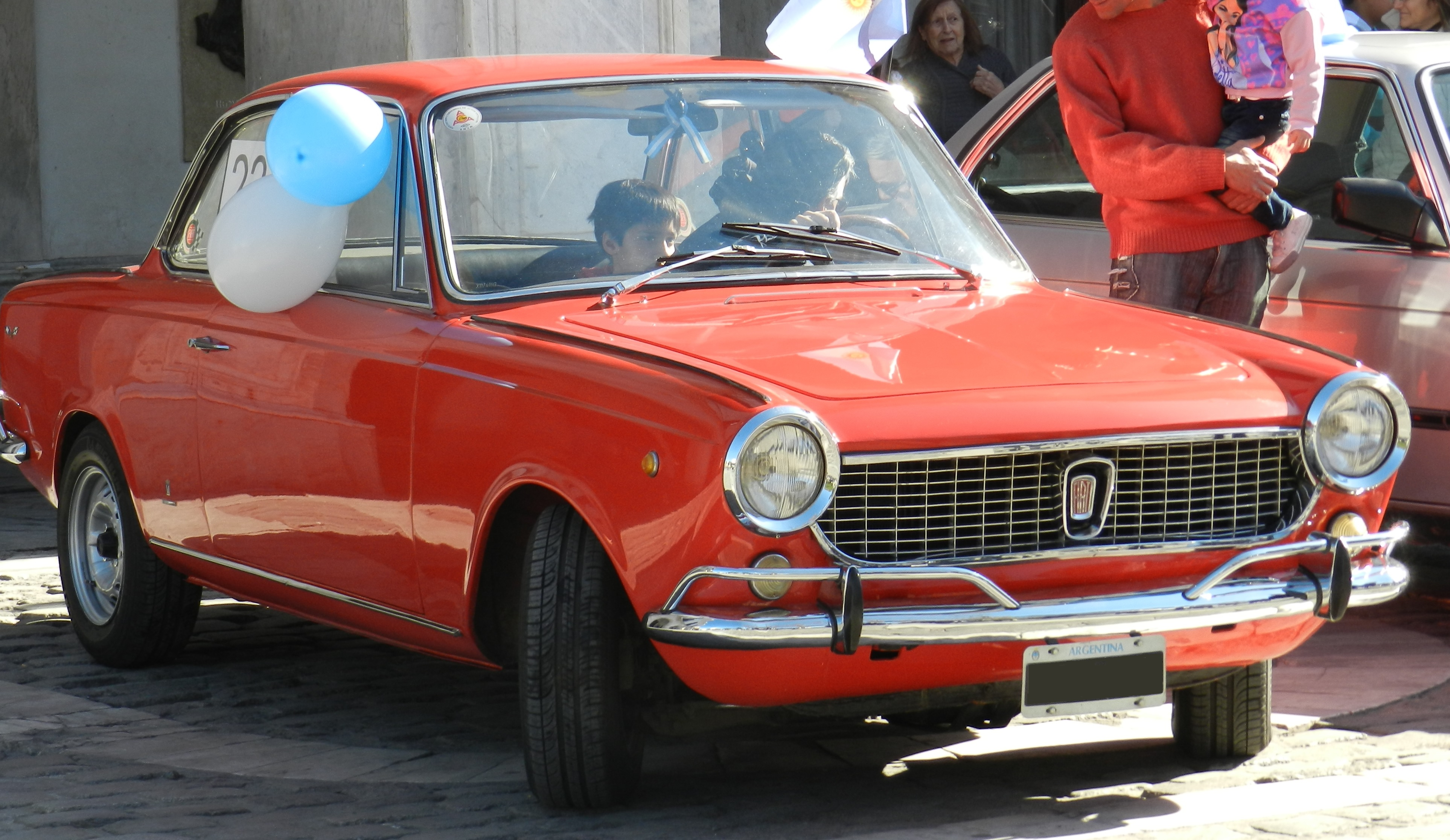
Fiat 1500 Coupé Vignale
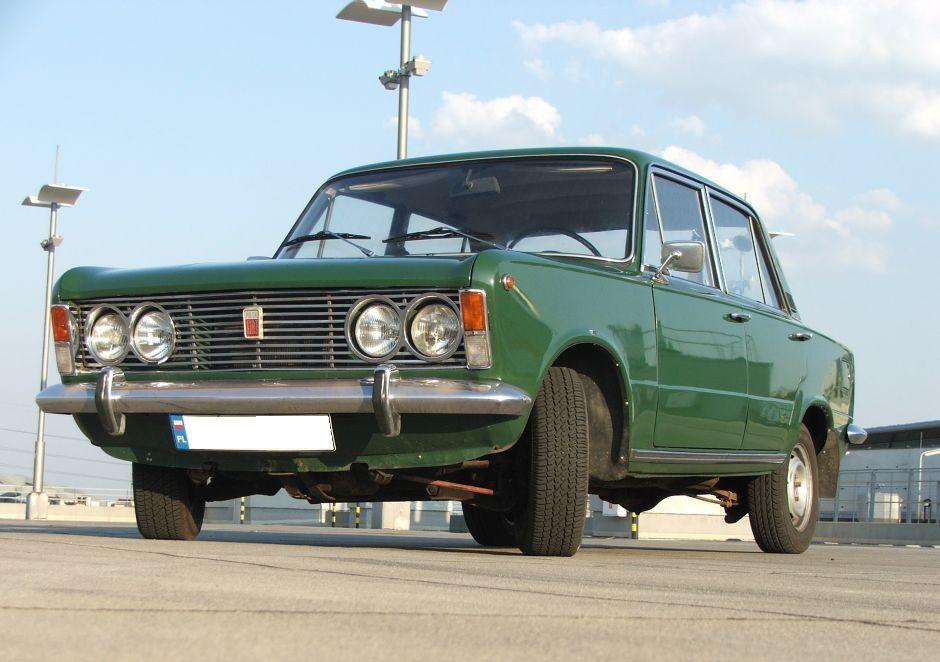
Polski Fiat 125p